# 3976 Lise
3976 Lise eller 1983 JM är en asteroid i huvudbältet som upptäcktes den 6 maj 1983 av den amerikanske astronomen Norman G. Thomas vid Anderson Mesa Station. Den har fått sitt namn efter upptäckarens svärdotter, Lise Melinda Breakey Thomas.
Asteroiden har en diameter på ungefär 29 kilometer.